# Signiphora aspidioti
Signiphora aspidioti är en stekelart som beskrevs av William Harris Ashmead 1900. Signiphora aspidioti ingår i släktet Signiphora och familjen långklubbsteklar. Inga underarter finns listade i Catalogue of Life.